# Samuel von Triewald
Samuel von Triewald född 11 maj 1688 i Stockholm, död 23 januari 1743 i Kiel, var en svensk poet, venskapsman och ämbetsman. 

## Biografi
Samuel von Triewald var son till ankarsmeden Mårten Triewaldt i Stockholm och Brigitta Noth, äldst av fyra söner och bror till Mårten Triewald. Efter universitetsstudier vid Uppsala universitet och tjänstgöring i Riksarkivet och Kanslikollegium företog Triewald 1711–1712 en bildningsresa till bland annat Tyskland och England. 1713 utnämndes han till guvernementssekreterare i Bremen och Verden. Han deltog 1715 i Hamburg i bildandet av en litterär orden, Teutschübende Gesellschaft, en sluten krets av föga betydande poeter, som försökte att i teori och praktik omsätta franskklassicismens estetiska ideal. 1718 utnämndes han till registrator i kansliets utrikesexpedition och 1720 till legationssekreterare vid kongressen i Braunschweig. Sverige kom aldrig att delta, men Triewald fick tillbringa två overksamma år på platsen. Han knöt här förbindelser med det holsteinska partiet, som önskade hertig Karl Fredrik av Holstein på Sveriges tron. Mot betalning försåg han Holsteins minister i Stockholm med upplysningar och tog 1725 steget fullt ut. Han avgick ur svensk tjänst och tillträdde befattningen som hovråd vid holsteinska legationen i Stockholm. Motiven verkar främst ha varit ekonomiska. De svenska ämbetsmännen hade svårt att få ut sina löner. Besvikelse över att inte ha blivit adlad spelade också in. Hans handlingssätt väckte dock indignation hos andra ämbetsmän. Sedan han gett ut en politisk ströskrift 1727, ökade missnöjet. En bestämmelse stadfästes, som förbjöd infödd svensk undersåte att ta tjänst i utländsk makts representation vid straff av landsförvisning. Triewald tvingades därigenom att lämna Sverige 1728. han flyttade till Kiel, där han med tiden avancerade till statsråd 1738.
Ett ofta antologiserat stycke är Satir emot våra dumma poeter Den långa dikten börjar: När en skald begynner yra,/ rasar'n mer än andra fyra,/ som stängs in i dårehus. Vidare översatte han verk av Nicolas Boileau. Samuel von Triewald slutade sitt liv som statsråd i Holstein.
Von Triewald valdes 1740 in som ledamot nummer 54 av Kungliga Vetenskapsakademien.